# 1947 في المملكة المتحدة
فيما يلي قوائم الأحداث التي وقعت خلال عام 1947 في المملكة المتحدة.

## سياسة

### تعيين في المنصب
- 29 سبتمبر – هارولد ويلسون رئيس مجلس التجارة [الإنجليزية]‏.
- 7 أكتوبر – فيليب نويل بيكر Secretary of State for Commonwealth Relations [الإنجليزية]‏.

### انتهاء فترة المنصب
- 6 فبراير – إلين ويلكنسون Secretary of State for Children, Schools and Families [الإنجليزية]‏.

## رياضة
- 1 يناير – بطولة ويمبلدون 1947

## أفلام
من الأفلام التي صدرت هذه السنة في المملكة المتحدة:
- 1 يناير – النرجسي الأسود من إخراج Emeric Pressburger [الإنجليزية]‏، مايكل باول.

## كتب
من الكتب التي صدرت هذه السنة في المملكة المتحدة:
- 1 يناير – أعمال هرقل من تأليف أجاثا كريستي.

## مواليد

### يناير
- 1 يناير – أندرو ناغورسكي صحفي أمريكي.
- 1 يناير – بولين موران ممثلة بريطانية.
- 1 يناير – ديفيد يلند ممثل إنجليزي.
- 6 يناير – ساندي ديني
- 8 يناير – ديفيد بوي
- 18 يناير – ويني شو لاعبة كرة مضرب بريطانية.
- 24 يناير – ويلي أندرسون لاعب كرة قدم إنجليزي.

### فبراير
- 20 فبراير – بيتر أوسغود لاعب كرة قدم إنجليزي.
- 25 فبراير – إيدي طومسون لاعب كرة قدم اسكتلندي.

### مارس
- 2 مارس – هاري ريدناب
- 6 مارس – جيم ماثر سياسي من المملكة المتحدة.
- 11 مارس – دايفيد ستيوارت لاعب كرة قدم من المملكة المتحدة.
- 13 مارس – ديف كيلي موسيقي بريطاني.
- 16 مارس – كيث ديفلن رياضياتي بريطاني.
- 19 مارس – جون كاردي فيزيائي بريطاني.
- 24 مارس – آلان شقر
- 25 مارس – إلتون جون
- 25 مارس – ويلي رايلي
- 27 مارس – برايان جونز

### أبريل
- 2 أبريل – وليام مور درّاج طريق من المملكة المتحدة.
- 13 أبريل – نيكولاس روز عالم اجتماع بريطاني.
- 16 أبريل – جيري رافيرتي
- 19 أبريل – بيتر غراهام لاعب كرة قدم.
- 26 أبريل – وارن كلارك ممثل إنجليزي.

### مايو
- 9 مايو – انتوني هيغينز ممثل بريطاني.
- 10 مايو – كولن شتاين لاعب كرة قدم اسكتلندي.
- 18 مايو – بريان كينغ لاعب كرة قدم من المملكة المتحدة.
- 27 مايو – جيرالد باتريك لاعب كرة مضرب بريطاني.

### يونيو
- 1 يونيو – جوناثان برايس
- 1 يونيو – روني وود
- 5 يونيو – ديفيد هير كاتب بريطاني.
- 10 يونيو – جيم ووكر لاعب كرة قدم إنجليزي.

### يوليو
- 1 يوليو – جيف ديفيز لاعب كرة قدم من المملكة المتحدة.
- 10 يوليو – ليه ويلسون لاعب كرة قدم كندي.
- 12 يوليو – بيتر جونسون
- 17 يوليو – كاميلا دوقة كورنوال
- 19 يوليو – برايان ماي
- 31 يوليو – ريتشارد جريفيثز ممثل بريطاني.

### أغسطس
- 9 أغسطس – روي هودسون لاعب ومدرب كرة قدم إنجليزي.
- 10 أغسطس – إيان أندرسون هو مغني وكاتب أغاني بريطاني، معروف بكونه المغني الرئيسي وعازف الفلوت والجيتار الرئيسي لفرقة الروك البريطانية جيثرو طل.
- 12 أغسطس – بيتر نايت فيزيائي بريطاني.
- 20 أغسطس – ألان لي
- 28 أغسطس – إيملين هيوز لاعب ومدرب كرة قدم إنجليزي.
- 29 أغسطس – جيمس هانت

### سبتمبر
- 6 سبتمبر – بروس ريوتش لاعب كرة قدم اسكتلندي.
- 7 سبتمبر – جون تيرنر نفساني من المملكة المتحدة.
- 10 سبتمبر – جراهام فريدريك يونغ قاتل متسلسل من المملكة المتحدة.
- 14 سبتمبر – سام نيل
- 15 سبتمبر – بيتر ويلسون

### أكتوبر
- 5 أكتوبر – تيم سميث سياسي من المملكة المتحدة.
- 5 أكتوبر – دينيس أفوث
- 16 أكتوبر – تيري غريفيثس
- 22 أكتوبر – هيو كندي مؤرخ بريطاني.

### نوفمبر
- 4 نوفمبر – ديفيد ويلي فيزيائي أمريكي.
- 6 نوفمبر – فيفيان تشاندلر
- 10 نوفمبر – غريغ ليك
- 19 نوفمبر – دينيس سميث لاعب ومدرب كرة قدم إنجليزي.
- 24 نوفمبر – ديف سنكلير موسيقي بريطاني.
- 26 نوفمبر – يان روس لاعب كرة قدم اسكتلندي.
- 29 نوفمبر – كلير توري مغنية بريطانية.

### ديسمبر
- 16 ديسمبر – مارتن بولياكوف كيميائي بريطاني.

## وفيات

### فبراير
- 6 فبراير – إلين ويلكنسون (مواليد 1891)

### مارس
- 6 مارس – هالفورد ماكندر (مواليد 1861)
- 16 مارس – جاك باول (مواليد 1860) لاعب كرة قدم ويلزي.
- 21 مارس – جوزيف باركروفت (مواليد 1872)
- 23 مارس – ديفيد أشوورث (مواليد 1868) لاعب ومدرب كرة قدم أيرلندي.
- 27 مارس – سيدني هوارد سميث (مواليد 1872)

### أبريل
- 9 أبريل – ديزموند فيتزجيرالد (مواليد 1888)
- 30 أبريل – ألمروث رايت (مواليد 1861) عالم مناعة من المملكة المتحدة.

### مايو
- 16 مايو – فريدريك هوبكنس (مواليد 1861)
- 26 مايو – هيلين أيتشيسون (مواليد 1881) لاعبة كرة مضرب بريطانية.

### يونيو
- 5 يونيو – غوردون رايت (مواليد 1884) لاعب كرة قدم إنجليزي.

### يوليو
- 7 يوليو – جين كوبدن (مواليد 1851)
- 30 يوليو – جوزيف كوك (مواليد 1860)

### أغسطس
- 9 أغسطس – ريجنالد إنس بوكوك (مواليد 1863)

### سبتمبر
- 15 سبتمبر – آني سكوت ديل ماندر (مواليد 1868) عالمة فلك بريطانية.

### أكتوبر
- 13 أكتوبر – سيدني ويب (مواليد 1859)
- 20 أكتوبر – ألبرت هوارد (مواليد 1873) عالم نبات بريطاني.

### ديسمبر
- 1 ديسمبر – آليستر كراولي (مواليد 1875)
- 1 ديسمبر – غودفري هارولد هاردي (مواليد 1877) رياضياتي بريطاني.
- 14 ديسمبر – ستانلي بلدوين (مواليد 1867) سياسي بريطاني.
- 16 ديسمبر – والتر ديو (مواليد 1863)
- 30 ديسمبر – ألفريد نورث وايتهيد (مواليد 1861)